# Liste der Nummer-eins-Hits in den Cash Box Charts (1982)
Diese Liste enthält alle Nummer-eins-Hits in den amerikanischen Cash Box Charts im Jahr 1982. Es gab in diesem Jahr 18 Nummer-eins-Singles.
| Singles |
| --- |
| - Olivia Newton-John – Physical - 8 Wochen (21. November 1981 – 15. Januar 1982) - Hall & Oates – I Can’t Go for That (No Can Do) - 2 Wochen (16. Januar – 29. Januar) - The J. Geils Band – Centerfold - 6 Wochen (30. Januar – 12. März) - Journey – Open Arms - 1 Woche (13. März – 19. März) - Joan Jett and the Blackhearts – I Love Rock ’n’ Roll - 2 Wochen (20. März – 2. April, insgesamt 5 Wochen) - Stevie Wonder – That Girl - 1 Woche (3. April – 9. April) - Joan Jett and the Blackhearts - I Love Rock ’n’ Roll - 3 Wochen (10. April – 30. April) - Vangelis – Chariots of Fire - 2 Wochen (1. Mai – 14. Mai) - Paul McCartney & Stevie Wonder – Ebony and Ivory - 6 Wochen (15. Mai – 25. Juni) - The Human League – Don’t You Want Me - 4 Wochen (26. Juni – 23. Juli) - John Cougar – Hurts So Good - 1 Woche (24. Juli – 30. Juli) - Survivor – Eye of the Tiger - 4 Wochen (31. Juli – 27. August) - Steve Miller Band – Abracadabra - 5 Wochen (28. August – 1. Oktober) - John Cougar – Jack & Diane - 3 Wochen (2. Oktober – 22. Oktober) - Men at Work – Who Can It Be Now? - 2 Wochen (23. Oktober – 5. November) - Joe Cocker & Jennifer Warnes – Up Where We Belong - 3 Wochen (6. November – 26. November) - Laura Branigan – Gloria - 1 Woche (27. November – 3. Dezember) - Lionel Richie – Truly - 2 Wochen (4. Dezember – 17. Dezember) - Hall & Oates – Maneater - 5 Wochen (18. Dezember 1982 – 21. Januar 1983) |